# Harajuku Lovers Tour
Harajuku Lovers Tour fue la primera gira musical de la cantante estadounidense Gwen Stefani, realizada entre octubre y diciembre de 2005, en apoyo de su primer álbum de estudio, Love. Angel. Music. Baby. Aunque la cantante se había embarcado en varias giras promocionales con su banda No Doubt, inicialmente, optó por no realizar una para promocionar el disco, una actitud que abandonó finalmente debido al éxito comercial de Love. Angel. Music. Baby. Harajuku Lovers consistía únicamente de una sola etapa, que abarcó una larga serie de presentaciones en ciudades de los Estados Unidos y Canadá.
Para las actuaciones, Stefani contrató a la banda The Black Eyed Peas, la rapera británica M.I.A. y la cantante Ciara como los actos de apertura para diferentes fechas seleccionadas. En términos generales, la gira contó con reseñas variadas de los periodistas musicales, quienes, a pesar de calificar favorablemente los trajes utilizados, la coreografía y la escenografía, fueron críticos de otros aspectos del espectáculo, como su material musical, y además de compararla con las giras de Madonna. Según la revista Billboard, logró recaudar 22 millones USD de los treinta y siete conciertos reportados por Billboard Boxscore, veinte de ellos con entradas agotadas. Un DVD titulado Harajuku Lovers Live se publicó el 5 de diciembre de 2006, junto con el segundo álbum de Stefani The Sweet Escape, por la compañía discográfica Interscope Records. El material, grabado en el concierto de Anaheim, California, fue dirigido por Sophie Muller.

## Antecedentes
Gwen Stefani anunció una gira para promocionar su primer álbum de estudio, Love. Angel. Music. Baby. (2004), el 27 de junio de 2005, con dieciséis fechas ya confirmadas, del 16 de octubre al 10 de noviembre. Dicho anuncio también incluyó la noticia de que la banda de hip hop The Black Eyed Peas, que también había firmado con Interscope Records, sería el acto de apertura para todas las fechas anunciadas, excepto el 3 de noviembre. La agrupación, que promocionaba su álbum Monkey Business, finalizó sus presentaciones con Stefani el 14 de noviembre. Por su parte, el 8 de agosto, se confirmó que la cantante y rapera M.I.A. quedaría a cargo del acto de apertura desde el 16 al 25 de noviembre, aunque no fue sino hasta el 17 de agosto cuando las fechas adicionales desde el 11 al 25 de noviembre se añadieron oficialmente a la gira. La rapera actuó en apoyo de su álbum Arular, hasta el 1 de diciembre. Por último, el 29 de septiembre, las últimas fechas, del 26 de noviembre al 21 de diciembre, se añadieron a la gira y se anunció que el tercer y último acto de apertura de Stefani sería Ciara, para promocionar el disco Goodies; se presentó desde el 3 al 21 de diciembre.
Inicialmente, Stefani no tenía intención de promocionar el álbum, a lo que respondió «¿qué gira?», a una pregunta de MTV en diciembre de 2004 con respecto a un posible tour. Luego, mencionó varias veces que originalmente no tenía intención de promocionarlo, al referirse a su «gira ilegal» y al disculparse posteriormente por romper su promesa de no hacer una gira en el escenario del Xcel Energy Center de Saint Paul, Minnesota, el 14 de noviembre. Al respecto, en el concierto del 16 de noviembre en Winnipeg, en Canadá, admitió: «Solo quería hacer un disco. No quiero gira, estaba demasiado cansada, entonces siguieron comprando el disco, y tuve que salir y verlos». En una entrevista en septiembre con MTV, Stefani comentó que: «Estoy deseándolo, va a ser increíble. [...] Me encantaría sacar un poco de "Orange County Girl" [de The Sweet Escape] allí. Vamos a ver. Cualquier cosa puede pasar en los ensayos. Ni siquiera sé cuán largo puede ser el espectáculo ahora». Luego de que la gira finalizara, la revista Billboard informó que había recaudado $22 millones USD de los cuarenta y dos conciertos ofrecidos, veinte de ellos con entradas agotadas.

## Sinopsis del concierto

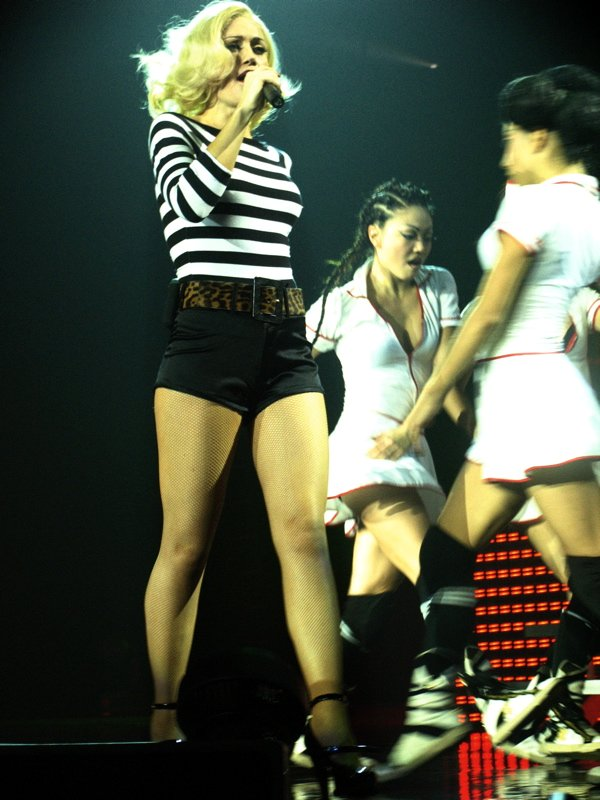
Stefani interpretando «Serious», una canción que inicialmente se la tocó como un encore después de «Hollaback Girl».

El espectáculo inicia con la canción «Harajuku Lovers», una oda a Harajuku, el distrito de la moda de Tokio, Japón. Stefani apareció en el escenario con una tiara y un traje baby doll, sentada en el trono de oro y el terciopelo rojo de la portada de Love. Angel. Music. Baby., y rodeada de sus bailarinas, las Harajuku Girls, mientras que en las pantallas se mostraban imágenes de Harajuku. Su segunda canción fue el primer sencillo del álbum, «What You Waiting For?», que comenzó como una balada antes de llevarlo a su ritmo habitual. Luego, Stefani y las bailarinas abandonaron el escenario para cambiarse en un traje de baño, mientras su banda continuaba tocando, antes de regresar para realizar «The Real Thing». Un grupo de cuatro breakdancers llegó al escenario para bailar mientras Stefani dejaba el escenario nuevamente para cambiar de vestuario a un chándal de cuero blanco y negro. Para la siguiente canción, el sexto sencillo de LAMB «Crash», el público luego se zambulló en mitades masculinas y femeninas y, como se difundían imágenes de un capó de un coche saltando al ritmo, cada mitad se turnó para cantar la línea «back it up, back it up» —«retrocédelo, retrocédelo»—. Luego, Stefani cantó el cuarto sencillo, «Luxurious».
Tras la presentación, Stefani se cambió nuevamente de vestuario en un par de hot pants negros, para interpretar «Rich Girl», el segundo sencillo del álbum, mientras caminaba por una pasarela a la multitud y daba los cinco a los admiradores. Posteriormente, cantó «Danger Zone» y «Long Way to Go», ambas canciones íntimas, antes de interpretar consecutivamente dos nuevas: «Wind It Up», que se convertiría en el primer sencillo de su segundo álbum The Sweet Escape y «Orange County Girl». El primer tema se realizó con un ambiente de carnaval, mientras que el último fue acompañado por un montaje de fotos de la infancia de Stefani e imágenes de los artículos mencionados en la canción. Se cambió en un vestido de cóctel con lentejuelas de plata para el cuarto sencillo de Love. Angel. Music. Baby., «Cool».
En las primeras actuaciones del espectáculo, la canción siguiente de la gira era «Hollaback Girl», el tercer sencillo del álbum, realizada en un disfraz de tambores y cantando con el público. Esto era seguido por una repetición de «Serious» y «Bubble Pop Electric», para lo cual Stefani fue traída en una camilla por las Harajuku Girls. No obstante, en las posteriores presentaciones, «Hollaback Girl» fue utilizada para los encore y precedida por las otras dos canciones.

## Recepción crítica
En términos generales, Harajuku Lovers Tour obtuvo comentarios variadas de los críticos musicales; Patrick MacDonald del Seattle Times, mientras que aplaudió los esfuerzos de composición de Stefani y las payasadas «espumosas [y] divertidas» del espectáculo, reprendió el baile de la cantante y el material limitado, dado que interpretó solo doce canciones de Love. Angel. Music. Baby. y dos de The Sweet Escape, pero ninguno del trabajo anterior con su banda No Doubt. En lo que respecta a la selección musical, MacDonald dedujo la mitad de las canciones como «eminentemente olvidables». Una opinión compartida la dio Rob Williams, de Winnipeg Sun, quien las describió como «rellenas». No obstante, a pesar de estas objeciones, otorgó a la actuación del MTS Centre en Canadá tres estrellas y media de cinco; al respecto, comentó: «Pero a veces la música no importa cuando hubo tanta exquisitez como proporcionó Stefani. Es una figura extremadamente llamativa, y la coreografía, el espectáculo de luces, los bailarines y los frecuentes cambios de vestuario, todo añadido al espectáculo, terminó siendo más estilo que sustancia».
Mike Ross de Edmonton Sun quedó impresionado con la habilidad de Stefani de participar al público, una cualidad que le valió la descripción de la «anfitriona efervescente». En sus cuatro estrellas que le otorgó al espectáculo, el periodista elogió la música «grandiosa» y la coreografía «increíble»; «también tuvo mérito [el] gran logro coreográfico - gracias en parte a un cuarteto de talentosas bailarinas geisha y b-boys». Los diferentes trajes de Stefani y la escenografía también obtuvieron elogios; de este modo, Ross concluyó: «Así podrías haber disfrutado del concierto de anoche como un desfile de modas. O un vídeo musical, claro». Aunque nombró a Stefani la «nueva princesa del pop» y aduló la presencia carismática de la cantante durante el concierto, Jane Stevenson de Toronto Sun sentía que el show fue «definitivamente de la variedad liviana en el departamento de la música», y señaló que, aunque Stefani se modela después de Madonna, no es una «amenaza real». Le otorgó tres estrellas y media de cinco. Corey Moss de MTV comparó la actuación de la cantante con la de Madonna, con respecto a «los ocho cambios de vestuario a los bailarines, a la teatralidad, al infierno, incluso la propia música»; declaró que sonaba completamente diferente a cómo lo hacía con No Doubt. Moss afirmó que la vocalista de No Doubt era la «cosa más cautivadora en el escenario», con su «pavoneo seguro y las voces muertas».
Jon Pareles del New York Times admiró las payasadas de «glamour y ritmo» del concierto, y cómo Stefani «presumió de las ventajas del estrellato». Felicitó su música, al describir el álbum como «un inteligente [disco], con pistas de ritmo perfeccionadas que revolotean desde el funk al pop, la electrónica al rock», aunque llamó a la mayoría «superficiales», al tratar sobre el «estilo», el «éxito», las «compras» y el «sexo». Jim Harrison de SoundSpike afirmó que la gira carecía de un repertorio musical fuerte, y también consideró que la presencia en el escenario de Stefani era ausente. Expresó que «no tiene muchas canciones que se traducen en un entorno vivo» de su álbum Love. Angel. Music. Baby, y sugirió que debería haber incluido temas de No Doubt «[para] proporcionar[le] al público un poco de dosis de adrenalina», que estaban, según Harrison, «sentados figuradamente en sus manos y bostezando literalmente [cada] cuatro canciones en el repertorio». Harrison sintió que Stefani parecía «verdaderamente perdida en el escenario sin una banda», en última instancia, describió su actuación como «[carente] de energía», «tibia» y aparentemente «en piloto automático». Además, pensó que su actuación era similar al de la cantante estadounidense Britney Spears, que era «completamente inadecuado para la selección de canciones y su estilo». Sin embargo, calificó favorablemente la interpretación de «Hollaback Girl», al llamarla «grande» y al decir que «todo el ser de Gwen puede ser Gwen»; por último, describió el breakdance «estupenda».

## Transmisiones y grabaciones
La presentación de Stefani a finales de noviembre de 2005 en Anaheim, California, su tierra natal, fue grabada y publicada como Harajuku Lovers Live. Fue puesta a la venta en los Estados Unidos 5 de diciembre de 2006, mismo día en que se lanzó al mercado The Sweet Escape, el segundo álbum de estudio de la cantante. Sophie Muller se desempeñó como directora. El concierto incluye las doce canciones que conforman Love. Angel. Music. Baby., más dos pistas nuevas, «Wind It Up» y «Orange County Girl», de The Sweet Escape, así como también un documental llamado «Cuenta atrás para la gira», con imágenes del detrás de escenas con Stefani, una serie de entrevistas con los cinco miembros de la banda y ocho bailarines —incluyendo las Harajuku Girls— llamado «Conozca a la banda y los bailarines», una galería de fotos del concierto y un vídeo de una interpretación alternativa de la canción «The Real Thing», llamado «The Real Thing Camera Remix». El DVD recibió reseñas variadas de los críticos musicales; elogiaron las actuaciones musicales de Stefani y su presencia en el escenario, pero criticaron la falta de material y los largos intervalos para los cambios de vestuario. Por otro lado, comercialmente, alcanzó el puesto número veinticinco en la lista Top Music Videos de Billboard, y obtuvo certificaciones de disco de platino por la Australian Recording Industry Association (ARIA), tras vender 15 000 copias en el territorio australiano, y la Canadian Recording Industry Association (CRIA), por comercializar 10 000 unidades.

## Actos de apertura
- The Black Eyed Peas (16 de octubre - 14 de noviembre)[1][4]
- M.I.A (16 de noviembre - 1 de diciembre)[4][8]
- Ciara (3 de diciembre - 21 de diciembre)[4][9]

## Fechas
| Fecha                   | Ciudad           | País           | Lugar                         |
| Norteamérica            | Norteamérica     | Norteamérica   | Norteamérica                  |
| ----------------------- | ---------------- | -------------- | ----------------------------- |
| 16 de octubre de 2005   | Phoenix          | Estados Unidos | America West Arena            |
| 18 de octubre de 2005   | San José         | Estados Unidos | SAP Center at San Jose        |
| 20 de octubre de 2005   | San Diego        | Estados Unidos | Cox Arena at Aztec Bowl       |
| 21 de octubre de 2005   | Los Ángeles      | Estados Unidos | Hollywood Bowl                |
| 23 de octubre de 2005   | Sacramento       | Estados Unidos | ARCO Arena                    |
| 25 de octubre de 2005   | West Valley City | Estados Unidos | E Center                      |
| 26 de octubre de 2005   | Denver           | Estados Unidos | Magness Arena                 |
| 28 de octubre de 2005   | Rosemont         | Estados Unidos | Allstate Arena                |
| 29 de octubre de 2005   | Auburn Hills     | Estados Unidos | The Palace of Auburn Hills    |
| 31 de octubre de 2005   | Boston           | Estados Unidos | TD Garden                     |
| 1 de noviembre de 2005  | Nueva York       | Estados Unidos | Madison Square Garden         |
| 3 de noviembre de 2005  | Atlantic City    | Estados Unidos | Borgata Events Center         |
| 5 de noviembre de 2005  | Fairfax          | Estados Unidos | Patriot Center                |
| 6 de noviembre de 2005  | Filadelfia       | Estados Unidos | Wells Fargo Center            |
| 8 de noviembre de 2005  | Duluth           | Estados Unidos | Arena at Gwinnett Center      |
| 10 de noviembre de 2005 | Houston          | Estados Unidos | Toyota Center                 |
| 11 de noviembre de 2005 | Dallas           | Estados Unidos | Reunion Arena                 |
| 13 de noviembre de 2005 | Milwaukee        | Estados Unidos | Bradley Center                |
| 14 de noviembre de 2005 | Saint Paul       | Estados Unidos | Xcel Energy Center            |
| 16 de noviembre de 2005 | Winnipeg         | Canadá         | MTS Centre                    |
| 18 de noviembre de 2005 | Edmonton         | Canadá         | Rexall Place                  |
| 20 de noviembre de 2005 | Vancouver        | Canadá         | Rogers Arena                  |
| 21 de noviembre de 2005 | Seattle          | Estados Unidos | KeyArena                      |
| 23 de noviembre de 2005 | Portland         | Estados Unidos | Veterans Memorial Coliseum    |
| 25 de noviembre de 2005 | Fresno           | Estados Unidos | Save Mart Center              |
| 26 de noviembre de 2005 | Anaheim          | Estados Unidos | Honda Center                  |
| 28 de noviembre de 2005 | Anaheim          | Estados Unidos | Honda Center                  |
| 29 de noviembre de 2005 | Bakersfield      | Estados Unidos | Rabobank Arena                |
| 1 de diciembre de 2005  | Oakland          | Estados Unidos | Oracle Arena                  |
| 3 de diciembre de 2005  | Paradise         | Estados Unidos | Aladdin Hotel & Casino        |
| 4 de diciembre de 2005  | San Diego        | Estados Unidos | Cox Arena at Aztec Bowl       |
| 8 de diciembre de 2005  | Cleveland        | Estados Unidos | Wolstein Center               |
| 9 de diciembre de 2005  | Toronto          | Canadá         | Air Canada Centre             |
| 11 de diciembre de 2005 | Montreal         | Canadá         | Centre Bell                   |
| 12 de diciembre de 2005 | Uncasville       | Estados Unidos | Mohegan Sun Arena             |
| 14 de diciembre de 2005 | Verona           | Estados Unidos | Turning Stone Resort & Casino |
| 15 de diciembre de 2005 | Nueva York       | Estados Unidos | Madison Square Garden         |
| 16 de diciembre de 2005 | Columbus         | Estados Unidos | Jerome Schottenstein Center   |
| 18 de diciembre de 2005 | Nashville        | Estados Unidos | Gaylord Entertainment Center  |
| 20 de diciembre de 2005 | Orlando          | Estados Unidos | TD Waterhouse Centre          |
| 21 de diciembre de 2005 | Sunrise          | Estados Unidos | BankAtlantic Center           |